# Omomantis
Omomantis es un género de las mantis, de la familia Mantidae, del orden Mantodea. Es originario de África.

## Especies
- Omomantis sigma
- Omomantis tigrina
- Omomantis zebrata